# Clemens Altgård
Clemens Altgård, född 1959 i Laholm, är en svensk poet, litteraturkritiker och översättare.
Clemens Altgård debuterade som poet 1986. I Malmö var han i brytningen mellan 1980- och 1990-tal medlem i den numera upplösta Malmöligan, en litterär gruppering bestående av, förutom Altgård, Håkan Sandell, Per Linde, Kristian Lundberg, Lukas Moodysson och Martti Soutkari. Han verkade med idéer som går under flaggen retrogardism. Stridsskriften Om retrogardism trycktes 1995, tillsammans med Sandell.
Altgård har varit kritiker på bland annat Sydsvenska Dagbladet och Skånska Dagbladet och är aktiv som kritiker i olika tidningar samt som översättare och introduktör av dansk-, spansk- och engelskspråkig poesi.
Han är bosatt i Malmö.